# Patiyo Tambwe
Patiyo Tambwe, né le 2 janvier 1986 à Béni en République démocratique du Congo à quelques kilomètres de la ville de Goma, est un footballeur congolais évoluant au poste d’attaquant.

## Biographie

### Carrière internationale
Patiyo Tambwe compte 4 sélections avec l'équipe de RD Congo entre 2004 et 2008.